# هنري شامبيون
هنري شامبيون (بالإنجليزية: Henry Champion)‏ هو ضابط أمريكي، ولد في 16 مارس 1751 في كولتشستر في الولايات المتحدة، وتوفي في 13 يوليو 1836.